# Bagnisiopsis moquileae
Bagnisiopsis moquileae är en svampart som beskrevs av Viégas 1946. Bagnisiopsis moquileae ingår i släktet Bagnisiopsis och familjen Phyllachoraceae.   Inga underarter finns listade i Catalogue of Life.